# Samyj lutjsjij film 3-DE
Samyj lutjsjij film 3-DE (russisk: Самый лучший фильм 3-ДЭ) er en russisk spillefilm fra 2011 af Kirill Kuzin.

## Medvirkende
- Garik Kharlamov - Maxim Utjosov
- Peter Vince - Aleksandr Poplavkov
- Jekaterina Kuznetsova - Varja Vytrisopleva
- Aleksaner Balujev - Viktor Pavlovitj
- Valentin Smirnitskij - Edward Rykov